# 993 (číslo)
Devět set devadesát tři je přirozené číslo. Římskými číslicemi se zapisuje CMXCIII a řeckými číslicemi ϡϟγʹ. Následuje po čísle devět set devadesát dva a předchází číslu devět set devadesát čtyři.

## Matematika
993 je:
- Deficientní číslo
- Složené číslo
- Poloprvočíslo
- Nešťastné číslo

## Astronomie
- (993) Moultona je planetka hlavního pásu, kterou objevil v roce 1923 George Van Biesbroeck
- NGC 993 je eliptická galaxie v souhvězdí Velryby

## Ostatní
- +993 je mezinárodní telefonní předvolba Turkmenistánu

## Roky
- 993
- 993 př. n. l.